# Turritella parkeri
Turritella parkeri är en snäckart som beskrevs av J. H. McLean 1970. Turritella parkeri ingår i släktet Turritella och familjen tornsnäckor. Inga underarter finns listade i Catalogue of Life.